# Blaberus discoidalis
Blaberus discoidalis är en kackerlacksart som beskrevs av Jean Guillaume Audinet Serville 1839. Blaberus discoidalis ingår i släktet Blaberus och familjen jättekackerlackor. Inga underarter finns listade.

## Bildgalleri

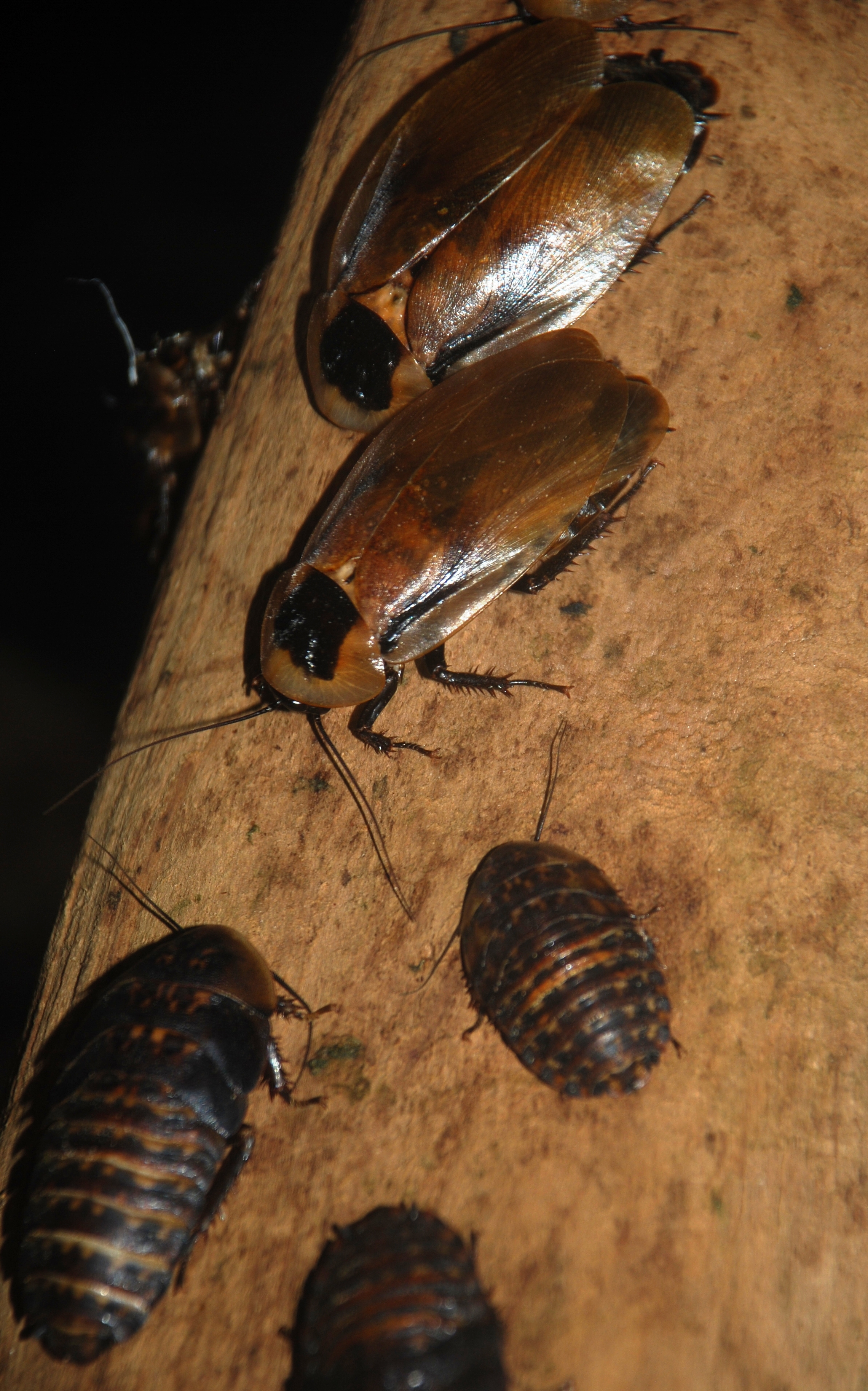
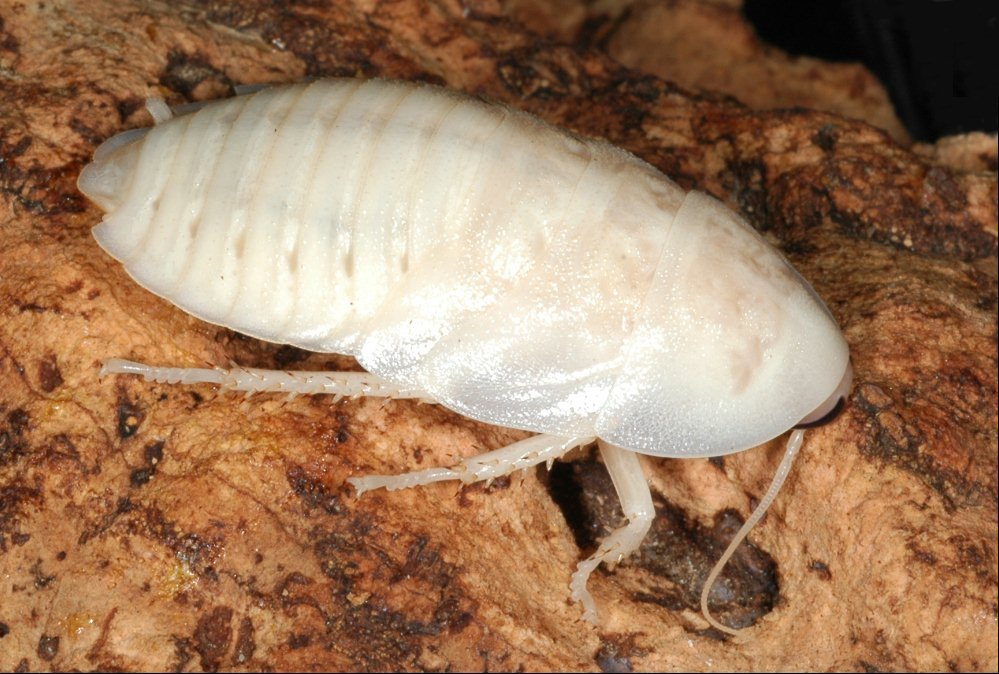